# Sposalizio dell'albero

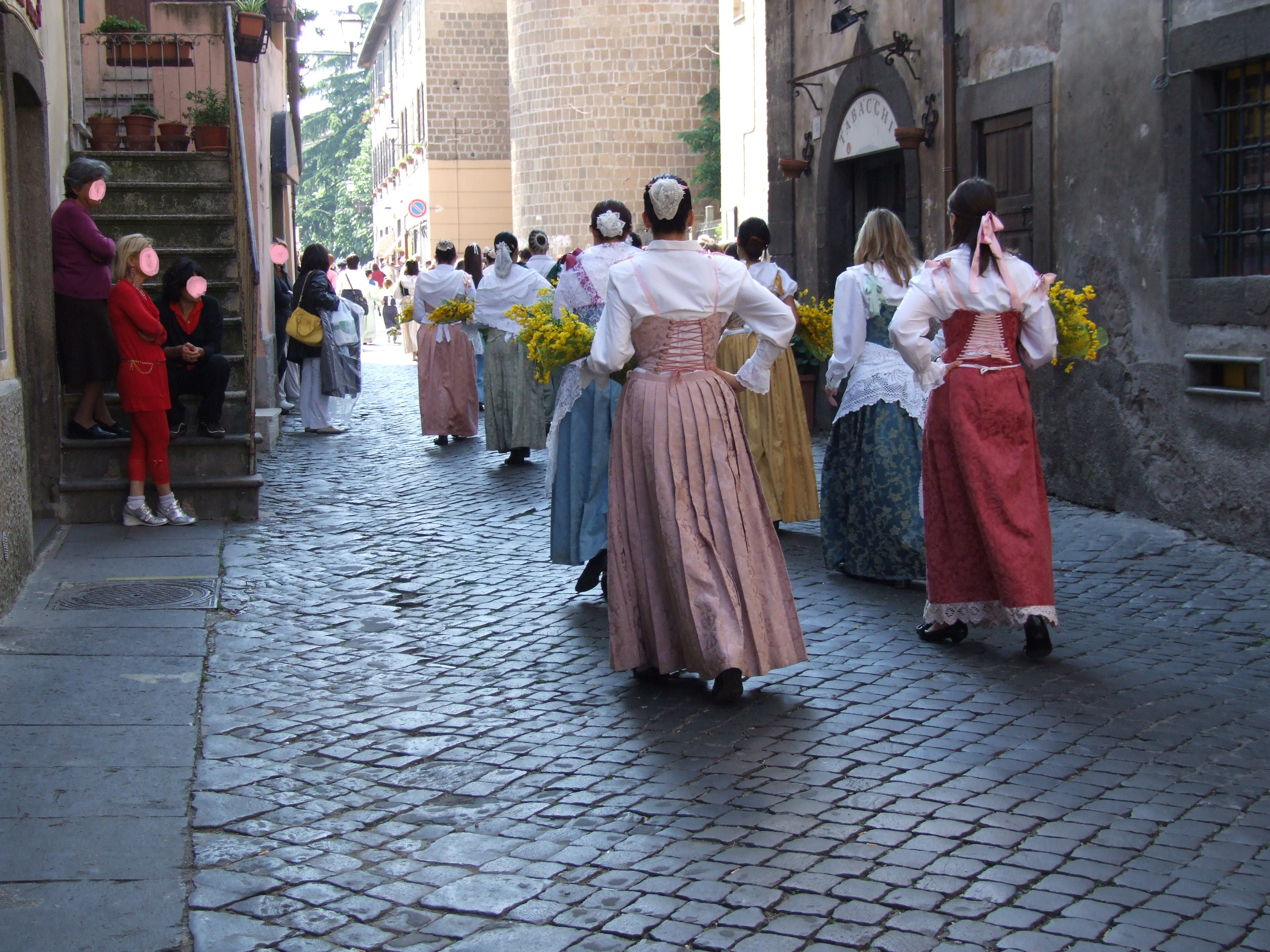
Sposalizio dell'albero il giorno 8 maggio 2008, a Vetralla.

Lo sposalizio dell'albero è una tradizionale festa popolare, originatasi da un rituale di diritto medioevale, che si celebra ogni anno, l'8 maggio a Vetralla alle pendici del boscoso Monte Fogliano.

## Origine e svolgimento
Sembra che il suo inizio risalga al 1368, quando i vetrallesi iniziarono a celebrare nell'eremo la festa di San Michele Arcangelo, poi trasformatasi in "sposalizio dell'albero". Nel bel mezzo del bosco di Monte Fogliano, all'altezza della Chiesa di Sant'Angelo, due alberi (un antico cerro ed una giovane quercia) vengono vestiti da sposi, velo compreso, e circondati di primule e ginestre. Nel giorno della festa tutte le autorità civili e militari del paese si riuniscono insieme ad una nutrita folla nella chiesa dell'Eremo dove viene effettuata la cerimonia che celebra, appunto, lo sposalizio fra i due alberi.
È una cerimonia nuziale in piena regola, che aveva lo scopo di riaffermare pubblicamente e solennemente il diritto di origine medioevale di proprietà dei vetrallesi sulla selva del Monte Fogliano e sull'eremo, infatti al termine di questa le autorità presenti rogano un atto, firmato da testimoni vetrallesi e forestieri, che sancisce il possesso dei vetrallesi sull'area. Nel caso in cui non venga celebrato questo sposalizio, questo diritto passerebbe nelle mani del Comune di Viterbo.
In origine la cerimonia avveniva in plateola ante Ecclesia Eremi, dove i Priori abbigliati coi loro paludamenti priorali, circondati da gruppi di armigeri e di popolani, mentre i castaldi recavano a loro come omaggio, fasci di erbe ed arboscelli infiorati. Secondo il ricordo di Scriattoli nella seconda metà del secolo XIX la cerimonia, seguendo nome fissate nel 1744, iniziava nelle prime ore del mattino con un corteo partente dalla piazza del Comune del Gonfaloniere con gli Anziani e il Governatore, tutti al mezzo trotto sui loro cavalli, preceduti dal suono delle trombe dai donzelli del municipio indossanti caratteristiche uniformi in polpe e feluca;  numerosi abitanti si univano al corteo cavalcando asini e cavalli, tra cui i ragazzi che per l'occasione non andavano a scuola. Il corteo attraversava il bosco giungendo al Ritiro dei frati dove il Magistrato entrava in pompa nella Chiesa, vi si celebrava la messa, al termine della quale visitava il convento e quindi si portava fuori dal recinto religioso ai piedi di uno dei cerri secolari, dove inghirlandato nel tronco di fiori di ginestra e di centauree e incoronato di festoni fioriti, era preparato un tavolo sul quale il segretario redigeva l'atto. Il Gonfaloniere strappava qualche ramoscello degli alberi vicini e raccoglieva un po' di terra, poi gettata all'intorno, quindi leggeva l'atto di possesso che i magistrati e tutti i presenti ascoltavano in piedi ed a capo scoperto.
(Rogito del 1873.)
Rogato l'atto di possesso, i magistrati e qualche invitato andavano a pranzare nell'eremo mentre il popolo faceva merenda all'ombra dei cerri e ai poveri erano distribuite cibarie alla porta del convento.
All'inizio del secolo XX la cerimonia si era ridotta "ad una semplice compilazione di un rogito notarile al quale tiene dietro un modesto asciolvere nel refettorio dei frati su cui è scritto Silentium perpetuimi".
All'inizio del XXI secolo la festa è stata ripristinata ai fasti originari, con adattamenti turistici. Al termine alla folla riunita vengono distribuiti i rituali confetti nuziali e una merenda, a carico del Comune di Vetralla e alla festa è stata aggiunta una sfilata in costume che si svolge nella mattinata ed i cui partecipanti arrivano a piedi fino al luogo dell'eremo. Tale sfilata è costituita da: il Complesso Bandistico Ottavio Pistella in testa al corteo che scandisce il ritmo, seguono dame e damine in costume, poi il gruppo degli sbandieratori, quindi chiude una schiera di cavalieri.